# GINS4
GINS4 (англ. GINS complex subunit 4) – білок, який кодується однойменним геном, розташованим у людей на 8-й хромосомі. Довжина поліпептидного ланцюга білка становить 223 амінокислот, а молекулярна маса — 26 047.
| 10         |  | 20         |  | 30         |  | 40         |  | 50         |
| ---------- |  | ---------- |  | ---------- |  | ---------- |  | ---------- |
| MTEEVDFLGQ |  | DSDGGSEEVV |  | LTPAELIERL |  | EQAWMNEKFA |  | PELLESKPEI |
| VECVMEQLEH |  | MEENLRRAKR |  | EDLKVSIHQM |  | EMERIRYVLS |  | SYLRCRLMKI |
| EKFFPHVLEK |  | EKTRPEGEPS |  | SLSPEELAFA |  | REFMANTESY |  | LKNVALKHMP |
| PNLQKVDLFR |  | AVPKPDLDSY |  | VFLRVRERQE |  | NILVEPDTDE |  | QRDYVIDLEK |
| GSQHLIRYKT |  | IAPLVASGAV |  | QLI        |  |            |  |            |

A: Аланін

C: Цистеїн

D: Аспарагінова кислота

E: Глутамінова кислота

F: Фенілаланін

G: Гліцин

H: Гістидин

I: Ізолейцин

K: Лізин

L: Лейцин

M: Метіонін

N: Аспарагін

P: Пролін

Q: Глутамін

R: Аргінін

S: Серин

T: Треонін

V: Валін

W: Триптофан

Кодований геном білок за функцією належить до фосфопротеїнів. 
Задіяний у таких біологічних процесах, як реплікація ДНК, ацетилювання, альтернативний сплайсинг. 
Локалізований у цитоплазмі, ядрі.